# 谢嘉平
谢嘉平，马来西亚政治人物，人民公正党籍，曾经于2013年至2018年担任槟城州立法议会植物园议员。

## 简史
谢嘉平是一名马来西亚华裔律师，出生于槟城州的首府和古迹城市乔治市，并于东吴大学和牛津大学修读法律，是中国宋庆龄基金会马来西亚分会顾问，也是英国政府外交部旭维寧奖学金（Chevening Scholarship）派驻牛津大学的学者。
在1980年代至1990年代期间广泛旅行，是欧亚北非和澳大利亚的画家旅行者，积极写作、制片和捍卫人权法律。多次参与南非、波兰、捷克、东西德、前苏联、印尼、缅甸、柬埔寨和泰国的民主革命和人权运动。在90年代中期，选择从澳大利亚联邦法院的高级訴訟律师界返回马来西亚参加政治改革运动，并于1999年4月4日协助创立国民公正党（Parti Keadilan Nasional），是该党创党成员之一，2003年该党与马来西亚人民社会主义党合并成立人民公正党。
人民公正党的宗旨是通过民主制度来解决国内贫困不平，框扶法治，反对政治迫害等现象，并解除殖民地期间留下的种族隔离制度。他在创党时被选为党内最高理事会委员，1999年至2010年担任中央委员会成员。据报，于1999年至2003年期间，被《国际人权报告书》列为处于“最具高风险且会被动失踪”的国际人权律师之一，在此期间他是少数高调出面反对马来西亚无人道违背人权“内部安全法令”，也是该法令下扣留者代表律师。2000年间，谢嘉平在马来西亚因涉嫌内安法令调查与莫须有的《妨害警察执法法令》下遭到逮捕虐待和监禁，但事实只是他试图阻止警方对其他政治拘留犯人造成严重的身体伤害后被扣留。
谢嘉平律师在2013年以高票当选成为马来西亚槟城植物园区州立法议员。现担任槟城人民公正党策略局主任，并还是一名业余画家、作家、电影制片和人权倡导者。

## 选举成绩
| 年份 | 选区       | 候选人 | 候选人           | 得票数 | 得票率 | 竞选对手 | 竞选对手         | 得票数 | 得票率 | 总票数 | 多数票 | 投票率 |
| ---- | ---------- | ------ | ---------------- | ------ | ------ | -------- | ---------------- | ------ | ------ | ------ | ------ | ------ |
| 2013 | N24 植物园 |        | 谢嘉平（公正党） | 12,366 | 76.6%  |          | 方志伟（民政党） | 3,336  | 20.7%  | 15,861 | 9,030  | 83.8%  |

## 个人荣誉
- 檳城：
  -  槟城护国效忠勋章（DSPN）—拿督（2022年）[6][7]